# ميرو (إلهة)
 في الأساطير البولينيزية لجزر كوك، ميرو Miru إلهة تعيش في أفيكي (عالم سفلي) تحت مانجايا. إنها تسمم أرواح الناس المتوفين بالكافا ثم تحرقهم إلى الأبد في فرنها. 
تظهر ميرو أيضًا في أساطير الماوري (نيوزيلندا) كإلهة الموت كما ورد في مقال نشرته جامعة فيكتوريا. تسمى أيضًا «ملكة عالم الروح» وفقًا لمايخا ليندمانز، ولديها أربع بنات وابن، تاو تيتي.
رب الموتي الذي يجمع النفوس في كهفه المسمى Lua - o - Milu. خدامه سحالي تعيش على ذباب العالم السفلي. ولكن أيضا يعتبر ميرو ربة شيطانية تعيش في الأفايكي Avaiki في العالم السفلي تحت جزيرة مانغايا في جزر كوك / إنها تلتهم نفوس الرجال بعد أن تخدرهم بشراب الكافا (وهو شراب مسكر مستخلص من جذور نبات الكافا). تمتلك سراديب مليئة بالمواد الخاصة. فرنها الضخم، حيث تطبخ ضحاياها، مشتعل إلى الأبد. والتابيرو Tapairu هن بناتها. في التقاليد الماورية، تعتبر میرو ملكة عالم الأرواح، وتسمى ملكة الأرواح. لها أربع بنات جميلات، وابنها هو تاو تيتي Tau –Titi.